# 荒坂村
荒坂村（あらさかむら）は三重県南牟婁郡にあった村。現在の熊野市の東端にあたる。

## 地理
- 海洋：熊野灘、二木島湾
- 岬：神須ノ鼻、楯ヶ崎

## 歴史
- 1889年（明治22年）4月1日 - 町村制の施行により、須野浦・甫母浦・二木島里浦・二木島浦の区域をもって発足。
- 1954年（昭和29年）11月3日 - 木本町・新鹿村・泊村・有井村・神川村・五郷村・飛鳥村と合併して熊野市が発足。同日荒坂村廃止。

## 交通

### 鉄道路線
現在は旧村域に紀勢本線の二木島駅が所在するが、当時は未開業。